# 仁義なきキリスト教史
『仁義なきキリスト教史』（じんぎなきキリストきょうし）は、架神恭介による小説。キリスト教史をやくざの抗争に擬え「仁義なき戦い」をモチーフに書かれた小説で、2014年2月26日に筑摩書房より単行本として発売された。カバーイラストは田亀源五郎が担当している。2016年12月7日に文庫化し、ちくま文庫レーベルで発売された。

## 解説
本作はキリスト教史を元にした小説である。登場人物が広島弁で罵り合い、抗争が勃発するなど、やくざ抗争風にアレンジされたキリスト教史の小説化で話題となった。「信仰＝任侠道」「教会＝組」「十二使徒＝取り巻きのチンピラ」「免償符＝落とし前」などさまざまなキリスト教用語がやくざ用語へと置き換えられ、キリスト教の世界がやくざの世界を模して描かれる。宗教学者の石川明人は書評「キリスト教の戦慄すべき現実」において「歴史理解には偏見もなく、登場人物の思想的差異に関する描写も的確だ」とし、ユーモラスな描写は本作の大きな魅力であるが、それ以上に読者に人間としての営みを眺めさせるような仕掛けがあり、キリスト教の世俗的な文化を「やくざ化」によって嫌味なく表現していると評した。

## あらすじ

### 第一章から第二章
ユダヤ組系ヨハネ組のヨハネ親分と親子盃を交わしたやくざであるナザレのイエス率いる愚連隊が勢いを増し、大都会エルサレムに進出した。これによりサドカイ組、パリサイ組との抗争が激化した。イエスは、ユダヤ組の大親分であったヤハウェから直盃を受けたとも言われ、実はヨハネ親分では、エリヤ親分ではとも民衆に噂されるようになる。ヤハウェ大親分の一の子分であるイエスこそが跡目を継ぐ二代目であるとの話が広まり、ユダヤ組系二次組織との対立が深まっていった。
A.D.30年、サドカイ組エリファ親分の意向を受けたチンピラであるイスカリオテのユダのチンコロにより裏切られ、サドカイ組からリンチされた後、役人ピラトゥスへユダヤ人の王を名乗る政治犯として引き渡された。ユダヤ組の跡目争いの末、二次団体「ユダヤ組系ナザレ組」そして一大やくざ組織「キリスト組」の親分と呼ばれることになるやくざ、ナザレのイエスが架刑により処刑された。
これはキリスト組を巡る仁義なき戦いの幕開けでもあった。

## 登場人物
ナザレのイエス
貧相な体躯。ユダヤ人の王。ユダヤ組系ヨハネ組のヨハネ親分と親子盃を交わす。ユダヤ組のヤハウェ大親分より直盃を受けたとも噂される。使徒と呼ばれる十二人の舎弟を持つ。手足に釘を打たれ、茨の冠が乗せられた姿で架刑により処刑された。
死後、一部の民衆にヤハウェ大親分と同一視されるようになる。
ペトロ（シモン）
イエスの舎弟。ヤハウェ大親分の一の子分であるイエスの兄貴こそがキリストと信じている。イエスがサドカイ組に拉致された際、他人を装った後に泣き崩れた。
アンドレアス
漁師。シモンの兄弟。ナザレのイエス同様に、ユダヤ組系ヨハネ組のヨハネ親分と親子盃を交わしている。のちに兄弟盃を交わしてイエスの舎弟となる。
後にシモンはユダヤ組系ナザレ組組長へ、弟のアンドレアスは同組の若衆となる。
イスカリオテのユダ
イエスの取り巻きの貧相なチンピラ。銀貨三十枚の対価でイエスの居場所をサドカイ組にチンコロする。
ヤハウェ組長
ユダヤ地方一帯を支配するユダヤ組を立ち上げた大親分。豪快苛烈な武闘派やくざ。若頭のヨシュアを使った皆殺し戦術などで知られるが、喧嘩で殺した敵の数よりも粛清された子分の方が多いとも恐れられている。
パウロ
イエスの死後、ナザレ組へと移った元パリサイ組の武闘派やくざ。イエスの死後に声を聞いてスカウトされたとして、自分のことを直盃を受けたイエスの舎弟と同じだと考えている。集金能力に長ずる。

## 用語
キリスト組
ナザレのイエスが率いていた愚連隊を元にユダヤ組系ナザレ組となる。のちにキリスト組を自称する。イエス率いる愚連隊が安息日を守らず病気見舞いなどを繰り返した結果、パリサイ組等と対立する。
サドカイ組
ユダヤ組本家から枝分かれした二次団体。「やくざ貴族」とも称される。エルサレムに事務所を構えて、上納金を集めることをシノギとする。
パリサイ組
庶民的なゴロツキ集団。サドカイ組とは対立関係にある。ヤハウェ大親分のしきたりを形式的に遵守する。現在のユダヤ組はパリサイ組の系譜となる。
エッセネ組
社会から離れ独立して暮らす。ヨハネ組ヨハネ親分はこの組の系譜に属する。
チンコロ
密告。
盃
新たに関係性を結ぶ儀式。親子となる親子盃、兄弟となる兄弟盃などがある。後者は5分の兄弟となる5:5の兄弟盃や、舎弟となる舎弟盃などに分かれる。

## 書誌情報
- 架神恭介『仁義なきキリスト教史』筑摩書房, 2014/02/24, ISBN 978-4-480-89313-0
- 架神恭介『仁義なきキリスト教史』筑摩書房 (ちくま文庫), 2016/12/07, ISBN 978-4-480-43403-6